# Anctoville
Anctoville é uma ex-comuna francesa na região administrativa da Normandia, no departamento de Calvados. Estendeu-se por uma área de 17,35 km². Em 2010 a comuna tinha 1 945 habitantes (densidade: 112,1 hab./km²).
Em 1 de janeiro de 2017 foi fundida com as comunas de Longraye, Saint-Germain-d'Ectot e Torteval-Quesnay para a criação da nova comuna de Aurseulles.